# 神奈川県立みどり支援学校
神奈川県立みどり支援学校（かながわけんりつ みどりしえんがっこう）は、神奈川県横浜市緑区東本郷五丁目にある公立特別支援学校。

## 学部
- 小学部
- 中学部
- 高等部

## 沿革
- 1978年
  - 1月1日 - 条例により、神奈川県立みどり養護学校設置
  - 4月1日 - 神奈川県立高津養護学校に設けられた仮校舎で開校
  - 4月12日 - 第1回小・中学部入学式実施
- 1979年4月1日 - 高等部設置
- 2004年4月1日 - 神奈川県立新栄高等学校内に高等部分教室設置
- 2023年4月1日 - 神奈川県立みどり支援学校に名称変更[1][2]